# 김민경 (1947년)
김민경(金民卿, 1947년 2월 24일 ~ )은 대한민국의 공무원이다. 

## 학력
- 신성여자고등학교
- 고려대학교 통계학 학사
- 조지워싱턴대학교 대학원 경제학 석사

## 경력
- 경제기획원 근무
- 1998.03 ~ 1998.05 : 통계청 사회통계국장(부이사관)
- 1998.06 ~ 1999.07 : 통계청 사회통계국장(이사관)
- 1999.08 ~ 2001.09 : 통계청 통계정보국장
- 2001.09 ~ 2005.08 : 통계청 경제통계국장
- 2005.08 ~ 2007.01 : 통계청 차장

## 참고
| 전임 (초대) | 초대 통계청 차장 2005년 8월 ~ 2007년 1월 | 후임 김해수 |